# Hanna Turczynowa
Hanna Wołodymyriwna Turczynowa z domu Bełyba (ukr. Ганна Володимирівна Турчинова (Беліба); ur. 1 kwietnia 1970 w Dniepropetrowsku) – ukraińska polityk, żona pełniącego obowiązki prezydenta Ukrainy Ołeksandra Turczynowa. Była Pierwsza Dama Ukrainy, nauczycielka, kandydatka nauk.

## Życiorys
Hanna Wołodymyriwna Bełyba urodziła się w Dniepropetrowsku 1 kwietnia 1970 roku. Ukończyła Dnieprzański Uniwersytet Narodowy im. Ołesia Honczara, oraz studia doktoranckie (aspirantura) na Narodowym Uniwersytecie Lingwistycznym w Kijowie. Od 1995 roku uczy języka angielskiego na Narodowym Uniwersytecie Pedagogicznym im. Michaiła Dragomanowa w Kijowie. Od 2006 roku kieruje katedrą języków obcych na tym uniwersytecie.

## Próba zamachu
W 2016 roku mężczyzna, który przybył do Kijowa z okupowanego przez Rosję obwodu donieckiego, chciał dźgnąć nożem Hannę Turczynową. Sprawca czekał na kobietę przed jej miejscem pracy. Ponieważ mężczyzna sugerował się głównie zdjęciem znalezionym w Internecie, na którym Turczynowa miała krótko ścięte włosy, słabe oświetlenie miejsca ataku skłoniło go do zaatakowania innej nauczycielki o podobnej fryzurze. Złapawszy ją za szyję, przyłożył jej nóż do gardła i zwrócił się do niej per Hanna Wołodymyriwna, radząc jej by się nie opierała. Przerażona kobieta próbowała wyjaśnić, że nie jest Hanną Turczynową. Sprawca, który zorientował się, że się pomylił, chciał pochwycić Turczynową która stała tuż obok i była świadkiem zdarzenia. Ochroniarz wytrącił mu jednak nóż z ręki i natychmiast obezwładnił. Zamachowca skazano później na 8,5 roku więzienia.

## Życie prywatne
Ma syna, Kyryłła.